# Nelli Cooman
Nelli Cooman, née le 6 juin 1964 à Paramaribo, est une ancienne athlète néerlandaise originaire du Suriname. Elle a été sacrée deux fois championne du monde et six fois championne d'Europe.

## Biographie
Nelli Cooman a grandi au Suriname dans une famille avec quatre sœurs et un frère. Alors âgée de huit ans, sa famille déménagea en Europe à Rotterdam. Elle commença à jouer au football et reçut le surnom de Miss Pele. À seize ans, il fut découvert lors d'une manifestation sportive scolaire qu'elle était une très bonne sprinteuse. Elle commença alors une carrière d'athlète se distingua au niveau national.
Passée professionnelle, elle remporta deux titres de championne du monde en salle et six au niveau européen. Aux championnats d'Europe en salle de 1986 à Madrid, elle gagne en établissant un nouveau record du monde sur 60 m.
Elle participa également à deux Jeux olympiques d'été.

## Palmarès

### Jeux olympiques d'été
- Jeux olympiques d'été de 1988 à Séoul ( Corée du Sud)
  - éliminée en demi-finale sur 100 m
  - participation au relais 4 × 100 m
- Jeux olympiques d'été de 1992 à Barcelone ( Espagne)
  - participation au 100 m

### Championnats du monde d'athlétisme en salle
- Championnats du monde d'athlétisme en salle de 1987 à Indianapolis ( États-Unis)
  -  Médaille d'or sur 60 m
- Championnats du monde d'athlétisme en salle de 1989 à Budapest ( Hongrie)
  -  Médaille d'or sur 60 m

### Championnats d'Europe
- Championnats d'Europe d'athlétisme de 1986 à Stuttgart ( Allemagne de l'Ouest)
  -  Médaille de bronze sur 100 m
- Championnats d'Europe d'athlétisme de 1994 à Helsinki ( Finlande)
  - 5e sur 100 m

### Championnats d'Europe d'athlétisme en salle
- Championnats d'Europe d'athlétisme en salle de 1984 à Göteborg ( Suède)
  -  Médaille de bronze sur 60 m
- Championnats d'Europe d'athlétisme en salle de 1985 à Athènes ( Grèce)
  -  Médaille d'or sur 60 m
- Championnats d'Europe d'athlétisme en salle de 1986 à Madrid ( Espagne)
  -  Médaille d'or sur 60 m
- Championnats d'Europe d'athlétisme en salle de 1987 à Liévin ( France)
  -  Médaille d'or sur 60 m
- Championnats d'Europe d'athlétisme en salle de 1988 à Budapest ( Hongrie)
  -  Médaille d'or sur 60 m
- Championnats d'Europe d'athlétisme en salle de 1989 à La Haye ( Pays-Bas)
  -  Médaille d'or sur 60 m
- Championnats d'Europe d'athlétisme en salle de 1990 à Glasgow ( Écosse)
  -  Médaille de bronze sur 60 m
- Championnats d'Europe d'athlétisme en salle de 1994 à Paris ( France)
  -  Médaille d'or sur 60 m